# 夏目三久
夏目 三久（なつめ みく、1984年8月6日 - ）は、日本の元フリーアナウンサー・元日本テレビアナウンサー。引退前の所属事務所は田辺エージェンシー。夫はお笑いタレントの有吉弘行。

## 来歴
大阪府箕面市出身。聖母被昇天学院小学校、同志社女子中学校、同志社女子高等学校、東京外国語大学外国語学部（ベトナム語専攻）卒業。

### 学生時代
中学・高校時代は 新体操部に所属しており、個人の部（ボール）・京都大会6位、団体の部・京都大会3位の経歴を持っている。
2002年、高校3年の時に姫路獨協大学主催の第15回高校生英語スピーチコンテストで最優秀賞を受賞している。
大学時代、部活はスペイン舞踊部 で、全国学生フラメンコ連盟に所属。また、アメリカ合衆国シアトル市に短期語学留学した。
また、テレビ朝日アスクに通っており、同局アナウンサーの久保田直子から講義を受けていたことを後年『マツコ&有吉 かりそめ天国』の特番で明かしている。

### 日本テレビに入社
2007年
4月、入社。入社式で「一番好きな番組」に「1億人の大質問!?笑ってコラえて!」を挙げている。7月30日、『あすの天気』にてアナウンサーデビュー。
10月1日スタートの昼の帯番組『おもいッきりイイ!!テレビ』のアシスタントに抜擢される。
12月20日、翌2008年の日本テレビ開局55周年をPRするため結成した「go!go!ガールズ」の初お披露目を「日本テレビ開局55年プロジェクト」（2008年1月 - 2009年3月）の会見の場で行った。
2008年
2月17日に挙行された東京マラソンに出場、6時間34分04秒で完走。
7月12日公開のアニメ映画『それいけ!アンパンマン 妖精リンリンのひみつ』で声優デビュー。go!go!ガールズとして、ダンスが大好きな3匹の猿の1匹・ミクッキーというキャラクターを担当。
10月、『笑ってコラえて』開始13年目を迎えてリニュアルされることになり、夏目が新アシスタントを担当することになった。
12月5日、go!go!ガールズで歌手デビューも果たし、12月7日に日本テレビゼロスタ広場でデビューイベントを行った。
2009年
2月18日、開局55年記念コンピレーションCD『ベスト・ヒット！日テレ55 エイベックス・エディション』でCDデビュー、ジャケット写真は宮崎宣子とのツーショットだった。
3月3日、go!go!ガールズの活動を記録した写真集『go!go!ガールズ卒業写真集 -Graduation-」が発売された。7月9日、日本テレビのアナウンサーユニット「ベアーズ」結成メンバーに加わる。
2011年
1月31日付で日本テレビを退職。

### フリーアナウンサーとして
2011年4月5日から2016年3月30日まで、テレビ朝日系列のバラエティ番組『マツコ&有吉の怒り新党』にて他局初出演。
2012年
4月8日からラジオ番組『夏目三久 Tokyo♥ナビゲッチュ〜!』がニッポン放送でスタートする。
4月15日から、初の冠TV番組『ナツメのオミミ』がスタートする。以降、夏目MCの深夜バラエティ番組『ナツメ・道楽』『夏目☆記念日』『夏目と右腕』『ヤーヌス』『はくがぁる』『 chouchou』『 ポルポ』『 アニマルエレジー』の全9番組が、放送時間帯を変更しつつ2021年9月26日までの約9年間、テレビ朝日系で放送された。
2013年
4月より、日本テレビの『真相報道 バンキシャ!』の総合司会に就任。前任の鈴江奈々が産休に入ったため。
2014年
3月31日、『あさチャン!』の総合司会に就任。
2021年
4月2日、お笑いタレントの有吉弘行と前日の4月1日に結婚したことを所属事務所を通じて発表した。
4月23日、怒り新党の後番組である『マツコ&有吉 かりそめ天国』（テレビ朝日）に有吉と共に出演。共演者であるマツコ・デラックスに今後の仕事について質問された際に、同年秋を以って芸能界を引退することを発表した。
9月30日、有吉と共に出演した怒り新党の緊急生放送『マツコ&有吉 怒り新党 解散!!生放送2時間スペシャル』が最後のテレビ出演となり、この日を以って芸能界を引退した。

## 人物

### 家族
- イー・ガーディアンの創業者・夏目三法の娘であり[21]、同社が東証マザーズに上場（2010年12月1日）する直前には2万4000株（上場前保有比率1.71%）を保有していたと報道されている[22]。
- 2024年3月3日、夫の有吉弘行がラジオ番組『有吉弘行のSUNDAY NIGHT DREAMER』内で第1子が誕生したことを報告した[23]。

### エピソード
- 小学生の頃、地元のガンバ大阪のファンクラブに入っていたことがあった[24][25]が、夏目が前年（2007年）に引き続き担当したFIFAクラブワールドカップ2008には、そのガンバ大阪が出場し、大会3位になった。

## 出演

### 日本テレビ時代
go!go!ガールズ#主な活動も参照。
- あすの天気（2007年7月30日他 放送） - 不定期で担当[26]
- アナ☆パラ（2008年3月31日 - 7月31日、当初は月・火・木、6月4日より月・火・水の担当） - サブキャスター[26]
- おもいッきりイイ!!テレビ（2007年10月1日 - 2009年3月27日） - アシスタント[26]
- 寿命をのばすワザ百科（2009年1月17日、2009年4月4日 - 2009年5月30日、2009年9月26日）MC[26]
- おもいッきりDON!（2009年3月30日 - 2009年10月2日） - MC[26]
- 1億人の大質問!?笑ってコラえて!（2008年10月1日 - 2011年1月26日） - アシスタント[26]
- 笑点#アナウンサー大喜利（2008年1月1日『大笑点』、2008年8月17日） - 回答者
- 芸能人検定2008（2008年6月21日、2008年10月3日放送） - MC
- 日テレ55 FIFAクラブワールドカップ及びその関連番組（2008年12月11日 - 21日） - MC（go!go!ガールズとしても出演）[26]
- ヤッターマン（読売テレビ、第39話、2009年4月26日放送） - 本人役（声の出演）

#### BS日テレ
参考：BS日テレ
- 東京マラソン2008ダイジェスト（2008年2月17日放送） - 走者として
- go!go!ガールズがご案内!ルノワール+ルノワール展の魅力、全部見せます!!（2008年4月7日放送）
- アナウンサーコンチェルト（2008年11月15日放送）
- 加藤夏希のトレンドアイズ #24（2009年2月25日放送） - go!go!ガールズとして出演

#### CS日本
参考：CS日本
- WeeklyNews24（CS日テレNEWS24、2007年9月 - 2008年3月） - 不定期
- イチオシ!!日テレ☆アナちゃん #8 （日テレプラス、2008年4月2日他）ミニコーナーにチャイナ服姿で番組PRするgo!go!ガールズ
- G+「月間PR」（日テレG+、2008年9月後半紹介分など、不定期に）
- ぷらナビ（日テレプラス、2008年12月紹介分など、不定期に）
- ぷらナビスピンオフ 見せちゃうぞ!映画 252 生存者あり（日テレプラス、2008年12月1日ほか放送）

#### 日テレNEWS24
- 日テレNEWS24（2009年10月3日 - ） - 土曜日（12:00 - 19:00）担当

#### ラジオ日本
参考：ラジオ日本
- テレアナランド（2008年8月8日、8月15日放送）

#### 映画
- それいけ!アンパンマン 妖精リンリンのひみつ（2008年7月12日）- ミクッキー 役（声の出演）

### フリー転向後

#### テレビ
- マツコ&有吉の怒り新党（テレビ朝日、2011年4月5日 - 2016年3月30日） - 総裁秘書[26]
- 夏目三久MCの深夜バラエティ番組（テレビ朝日)
  - ナツメのオミミ（2012年4月15日 - 9月29日） - MC[26]
  - ナツメ・道楽（2012年10月6日 - 2013年3月30日） - MC[26]
  - 夏目☆記念日（2013年4月6日 - 10月12日） - MC[26]
  - 夏目と右腕（2013年11月9日 - 2015年9月26日） - MC[26]
  - ヤーヌス（2015年10月17日 - 2016年4月3日） - MC[26]
  - はくがぁる（2016年4月17日 - 2017年4月2日） - MC[26]
  - Chouchou（2017年4月16日 - 2019年1月20日） - MC[26]
  - ポルポ（2019年2月2日 - 2020年9月27日） - MC[26][27]
  - アニマルエレジー（2020年10月11日 - 2021年9月26日） - MC[26]
- 真相報道 バンキシャ!（日本テレビ、2013年4月7日 - 2021年9月26日、後任は同局アナウンサーの後呂有紗） - 総合司会（3代目）[26]
- あさチャン!（TBS、2014年3月31日 - 2021年9月30日） - 総合司会[26]

##### テレビドラマ
- 日曜劇場 半沢直樹（TBS）
  - 2013年版（2013年7月7日 - 9月22日）- 東京中央銀行のイメージキャラクター 役
  - 2020年版（2020年7月19日 - 9月27日）- 東京中央銀行のイメージキャラクター 役[28]

#### ラジオ
- 夏目三久 Tokyo♥ナビゲッチュ〜!（ニッポン放送、2012年4月8日 - 2014年3月30日 ）

#### 映画
- 映画ドラえもん 新・のび太の大魔境 〜ペコと5人の探検隊〜（2014年3月8日）- スピアナ姫 役（声の出演）[29]

#### CM
- サントリー『BOSS シルキーブラック』（2014年6月、トミー・リー・ジョーンズ出演の『宇宙人ジョーンズシリーズ』でマツコ・デラックスと共演）[30]
- スカパー!（2016年）[30][31]
- キリン『零ICHI（ゼロイチ）』（2017年）[30]